# Anopheles varuna
Anopheles varuna este o specie de țânțari din genul Anopheles, descrisă de Iyengar în anul 1924. Conform Catalogue of Life specia Anopheles varuna nu are subspecii cunoscute.